# Chevanceaux
Chevanceaux – miejscowość i gmina we Francji, w regionie Nowa Akwitania, w departamencie Charente-Maritime.
Według danych na rok 1990 gminę zamieszkiwało 1008 osób, a gęstość zaludnienia wynosiła 46 osób/km² (wśród 1467 gmin regionu Poitou-Charentes Chevanceaux plasuje się na 308. miejscu pod względem liczby ludności, natomiast pod względem powierzchni na miejscu 337.).